# Barbuñales
Barbuñales – gmina w Hiszpanii, w prowincji Huesca, w Aragonii, o powierzchni 18,75 km². W 2011 roku gmina liczyła 105 mieszkańców.